# Cinco de Octubre, Puebla
Cinco de Octubre är en ort i Mexiko.   Den ligger i kommunen Jopala och delstaten Puebla, i den sydöstra delen av landet, 160 km nordost om huvudstaden Mexico City. Cinco de Octubre ligger 373 meter över havet och antalet invånare är 688.
Terrängen runt Cinco de Octubre är huvudsakligen kuperad. Cinco de Octubre ligger nere i en dal. Runt Cinco de Octubre är det ganska tätbefolkat, med 60 invånare per kvadratkilometer. Närmaste större samhälle är Xicotepec de Juárez, 12,1 km väster om Cinco de Octubre. Omgivningarna runt Cinco de Octubre är en mosaik av jordbruksmark och naturlig växtlighet.